# Magdalena Peraza Guerra
María Magdalena Peraza Guerra (Chicontepec, Veracruz, 3 de abril de 1945) es una política mexicana proveniente del estado de Tamaulipas, exalcaldesa del Municipio de Tampico. A lo largo de su vida ocupó diversos cargos como la Secretaria de Desarrollo Social SEDESOL y llegó a desempeñarse en dos ocasiones cómo diputada local en el Congreso del Estado de Tamaulipas.
Es la primera mujer de Tampico en llegar hacer alcaldesa del Municipio de Tampico, en los periodos constitucionales 2011-2013, y posteriormente para el periodo 2016-2018.
En 2018 se presentó como candidata del Partido Revolucionario Institucional a Alcaldesa de Tampico en los comicios a celebrarse el 1 de julio, siendo el primer alcalde de Tampico que buscaba la reelección, no obstante obtuvo la derrota.

## Biografía
También conocida como «La Maestra» o Magda Peraza nació el 3 de abril de 1945. Es hija de Prisciliano Peraza y Genoveva Guerra. 
En Ciudad Victoria, Tamaulipas, estudió su especialidad en Ciencias Sociales, para posteriormente ingresar a la Universidad Pedagógica Nacional para estudiar la Licenciatura en Pedagogía. Se desempeñó como maestra durante un largo periodo de su vida a ser maestra. Fue así como llegó a ser líder sindical y también trabajar en el SNTE. 
Siendo presidente municipal de Tampico el C. Álvaro Homero Garza Cantú en la Administración Municipal 1990-1992 fue electa como regidora en el municipio de Tampico. 
Posteriormente en las elecciones de 1992 es electa diputada local para el período 1993-1995 en el Partido Revolucionario Institucional, para ser después secretaria general en el mismo partido político. 
Asimismo, como participante del PRI, en 2001 fue coordinadora de la Campaña a la Presidencia Municipal de la expresentadora de noticias, exdiputada federal y exjefa de la Oficina Fiscal de Tampico Blanca Rosa García Galvan campaña qué lamentablemente el PRI perdió ante el PAN y su candidato Arturo Elizondo Naranjo (dueño de la Cadena Comercial Arteli) Arturo Elizondo fue presidente municipal en el periodo de 2002-2004, administración en la que la maestra fue regidora de oposición.
El 6 de agosto de 2021, el gobernador de Tamaulipas, Francisco García Cabeza de Vaca, la nombró representante del gobernador en la Zona Sur de Tamaulipas